# Pfarrhaus Aeugst am Albis
Das Pfarrhaus in Aeugst am Albis ist der Sitz des Pfarramtes der evangelisch-reformierten Kirchgemeinde Aeugst am Albis und Wohnhaus des Pfarrers der reformierten Kirche in Aeugst. Das Gebäude steht unter Denkmalschutz. 

## Geschichte
Das Pfarrhaus wurde wie die Reformierte Kirche Aeugst am Albis in den 1660er-Jahren erbaut. Es liegt ungefähr 60 m nordwestlich der Kirche auf dem gleichen Grundstück, das die Kirchgemeinde geschenkt erhalten hatte. Aus den ersten 150 Jahren ist nicht viel überliefert. Im Jahre 1815 stellte der 11. Pfarrer der Kirchgemeinde fest, dass Scheune, Stall und Garten verwahrlost waren. Die Kirchgemeinde gilt als arm, sodass sich die Pfarrer immer wieder über die schlechte Gehaltszahlung beschweren. Bis 1818 diente das Pfarrhaus gleichzeitig auch als Schulhaus. 1878 wurde die baufällige Scheune abgebrochen.
Im Jahr 2005 wurde das Pfarrhaus aussen renoviert. Mitte der 2010er-Jahre wurde das Dach wärmetechnisch saniert, die Fenster ersetzt und das Haus mit einer Erdsonde-Wärmepumpe versehen.

## Gebäude
Das Satteldachhaus weist drei Vollgeschosse und ein Dachgeschoss auf. Die drei Obergeschosse sind als Riegelbau ausgeführt, wobei die Riegel in der typischen roten Farbe gehalten sind, wie sie im Raum Zürich üblich ist. Einzig das Erdgeschoss ist in Mauerwerk ausgeführt.
Das Pfarrhaus ist seit 1979 unter Denkmalschutz gestellt. Es trägt zusammen mit der Kirche die KGS-Nr. 7384 und ist als Objekt von regionaler Bedeutung in das Schweizerische Inventar der Kulturgüter aufgenommen.